# Alcaides e Comendadores de Proença-a-Velha
Juntamos Alcaides e Comendadores de Proença-a-Velha, pois embora reconhecendo que estes cargos possam ter sido, em determinadas épocas, desempenhados por pessoas distintas, os elementos recolhidos deixam-nos supor que durante muito tempo eles deverão ter coexistido numa mesma pessoa.

## Enquadramento Histórico

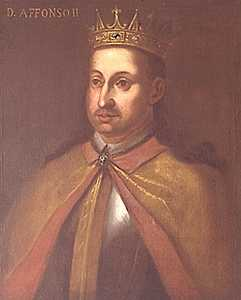
D. Afonso II, rei de Portugal

Quando em 1218, com a autorização régia d'el-rei D. Afonso II e da rainha D. Urraca, a vila de Proença recebeu foral de D. Pedro Alvites, Mestre da Ordem do Templo, já existiria certamente o Castelo, pois o documento refere-se por várias vezes ao Alcaide.
As guerras da reconquista terão despovoado e destruído parte da povoação, como se depreende do início da carta de foral:
“(…) Ego fraire domnus Petrus aluitiz per grafia dei magister de caualaria de templo una cum fratibus nostris uolumus restaurare atque populare villa de prohencia.”
Comenda dos Templários em 1218, Proença passa, mais tarde, para a mão do Rei, na sequência das inquirições e sentenças levadas a cabo por D. Dinis, entre 1284 e 1310, ainda antes, portanto, do Papa Clemente V extinguir a Ordem do Templo, o que viria a acontecer em 1311.
Em 15 de Março de 1319, reinando em Portugal D. Dinis, foi criada em Portugal, por bula do Papa João XXI, a “Ordo Militiae Jesu Christo”, ou Ordem de Cristo, que viria a “herdar” os bens que haviam pertencido aos Templários.
Por documento de 20 de Novembro de 1319 o primeiro Mestre da novel Ordem de Cristo, Frei Gil Martins, deixou registadas as doações feitas por D. Dinis, nas quais se incluem, nesta região, para além de Proença, as vilas e comendas de Idanha-a-Nova, Idanha-a-Velha, Segura, Salvaterra do Extremo e Rosmaninhal.
Estaria empobrecida a vila por esta altura, pois que num regulamento de 1321, de Frei Gil Martins, refere-se que o comendador de Proença receberia o rendimento próprio e ainda 200 libras dadas pelo comendador da Redinha.
Mas rapidamente a situação se inverte, pois num novo regulamento elaborado 5 anos depois, em 1326, pelo então Mestre D. João Lourenço, estabelece-se já que o comendador de Proença deverá, dos seus rendimentos, entregar 100 libras ao comendador de Idanha-a-Velha.
Desconhecemos no entanto o nome da quase totalidade dos alcaides e comendadores de Proença, durante esta fase importante da sua história, pois a primeira referência escrita surge apenas em 1357.

## Lista dos Alcaides e/ou Comendadores de Proença-a-Velha
- Frei Árias Martins, comendador no reinado de D. Pedro I (1357-1367).[1]
- João Rodrigues de Brito, comendador em 1496.
- Frei D. Carlos, comendador em 1505.
- Carlos Henriques (viveu entre 1475 e 1555), Casou com Cecília de Brito (ou Almada), filha de Artur de Brito, Alcaide-mor de Beja e de D. Catarina de Almada.[2]
- Rui de Melo, o Punho, (Nasceu cerca de 1480). Casou com Joana Henriques, filha de Carlos Henriques, Comendador de Proença.[2]
- D. Pedro de Mascarenhas, comendador em 1537.
- Gonçalo Mendes Sacoto, comendador em 1538.
- D. Francisco de Menezes, o Mouco, comendador em 1580.
- D. Bernardo de Menezes ou Bernardino de Menezes.
- D. Francisco de Menezes, (neto do Mouco) viveu entre 1600 e 1659 e era comendador em 1640.
- Entre 1640 e 1675 a Comenda terá ficado nas mãos do Rei[3]
- D. Lourenço de Almada, recebeu a comenda em 1675.
- Luís José de Almada, recebeu a comenda em 2 Set. 1732.
- D. Antão de Almada viveu entre 1718 e 1797, recebeu a comenda em 21 Mar. 1750.
- D. Lourenço José Boaventura de Almada, 1.º conde de Almada, viveu entre 1757 e 1815.
- Antão José Maria de Almada, 2.º conde de Almada, viveu entre 1801 e 1834. recebeu a comenda a 19 Dez. 1821.
- D. Lourenço José Maria de Almada Abreu Pereira Cyrne Peixoto, 3.º conde de Almada, viveu entre 1818 e 1874. Após o triunfo liberal, em 1834, os senhorios são extintos assim como os privilégios das comendas.

## Outros Factos
Não se conhecem documentos que nos falem de D. Bernardo de Menezes enquanto comendador de Proença. Sabe-se que em 1580 o comendador era seu pai, D. Francisco de Menezes, o Mouco e que aquando da Restauração a comenda estava nas mãos do seu filho, também chamado de Francisco de Menezes.
Admitimos que a comenda tenha passada das mãos do seu pai para as suas, antes de passar a seu filho.
É precisamente o seu filho Francisco de Menezes que detém a Comenda no ano da Restauração da Independência, em 1640, mas que foge para Castela, por ter tomado o partido de Filipe III, ficando assim a comenda nas mãos do monarca D. João IV. Aproveita o rei e os seus sucessores, D. Afonso VI e D. Pedro II para contemplarem alguns nobres atribuindo-lhes parte dos rendimentos recebidos da comenda de Proença.
Entre os nomes conhecidos como beneficiários enquanto a comenda esteve nas mãos do rei, contam-se a mulher e a filha do comendador fugido para Castela, as quais teriam permanecido em Portugal, fiéis portanto a causa da casa de Bragança.
É assim que a comenda acabaria por voltar à mesma família, quando em 1675 D. Pedro II a entregou a D. Lourenço de Almada.
Pois este D. Lourenço era o filho morgado de D. Luís de Almada, herói português da Restauração contra o domínio castelhano, que tinha casado 1.º com uma irmã do referido D. Francisco de Menezes e depois casou 2.ª vez com a tal sua filha herdeira (a única não bastarda).